# カッサーノ・デッレ・ムルジェ
カッサーノ・デッレ・ムルジェ（イタリア語: Cassano delle Murge）は、イタリア共和国プッリャ州バーリ県にある、人口約15,000人の基礎自治体（コムーネ）。

## 地理

### 位置・広がり

#### 隣接コムーネ
隣接するコムーネは以下の通り。
- アックアヴィーヴァ・デッレ・フォンティ
- アルタムーラ
- グルーモ・アップラ
- サンニカンドロ・ディ・バーリ
- サンテーラモ・イン・コッレ

## 行政

### 分離集落
カッサーノ・デッレ・ムルジェには、以下の分離集落（フラツィオーネ）がある。
- Borgo Fra' Diavolo, Borgo Incoronata - Lagogemolo, Borgo Parco La Vecchia, Borgo dei Pini Mercadante, Circito, Collina S. Lucia, Costone di Bruno